# 亲脂效率
亲脂效率（英文：Lipophilic efficiency，LiP），也称为配体亲脂效率（英文：Ligand-lipophilicity efficicency，LLE），是药物设计和药物发现中用于评估研究化合物质量的参数，将效价和亲脂性联系起来以评估药物相似性。对于给定的化合物，LiPE定义为关注的pIC50（或pEC50）与化合物LogP的差值。
{\displaystyle {\ce {LiPE}}={\ce {pIC50}}-\log P}

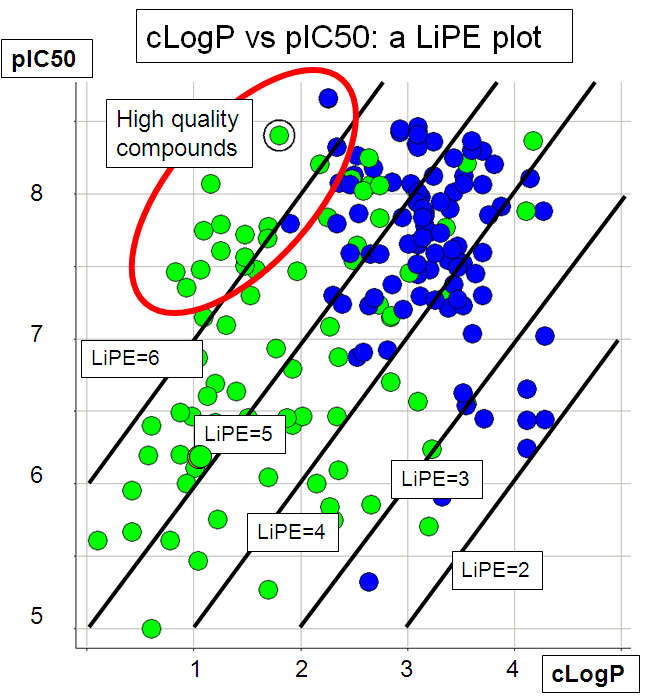
两个系列化合物的LogP与pIC_{50}的关系图（系列1：绿点，系列2：蓝点）。对角线表示相等的 LiPE 面积。对该LiPE图的分析表明，系列1包括许多具有高LiPE的化合物，因此可能代表更好的先导系列以供进一步优化。

在研发实践中，通常使用计算值（例如cLogP或计算出的 cLogD）来代替测量的LogP或LogD。LiPE用于比较不同效价（pIC50s）和亲脂性（LogP）的化合物。高效价，即pIC50值高是候选药物的理想属性，因为在给定的药物浓度下，高效价意味着降低了非特异性和脱靶的药理学风险。当药物与低清除率相关时，高效价也允许更低的用药剂量，从而降低特异质药物反应的风险。
另一方面，LogP代表了化合物总体亲脂性的估算，该值会影响药物发现中一系列生物过程中的行为，例如溶解度、生物膜渗透性、肝清除率、缺乏选择性和非-特异性毒性。对于口服药物，LogP值介于2和3之间通常被认为是实现渗透性和首过清除率之间折衷的最佳选择。
经验证据表明优质候选药物具有高LiPE(>6)；该值对应于 pIC50 = 8且LogP = 2的化合物。绘制一系列化合物的 LogP对pIC50的关系图可以对一个系列和单个化合物进行优先等级排序。
另一个方程使用效能比（以结合能测量）和分配系数的对数来计算具有不同比例的亲脂性配体效率指数（LE）。 
{\displaystyle {\ce {LElipo}}=\log \left({\frac {-\Delta G}{P}}\right)}

其他复合效率指标的背景下的LipE。